# بوعمامة
محمد بن العربي بن الشيخ بن الحرمة بن إبراهيم والملقب بالشيخ بوعمامة (ولد سنة 1838 بفجيج  وتوفي في 1908 بالقرب من العيون الشرقية بالمغرب) ينتمي إلى قبيلة أولاد سيدي الشيخ ، هو قائد إحدى الثورات الشعبية في الجزائر ضد المستعمر الفرنسي والتي استمرت مدة 23 سنة من 1881، تقوى أحيانا وتفتر أخرى إلى غاية 1904 شارك فيها حتى المغاربة. يعتبره الجزائريون بالشخصية التاريخية، المقاومة والصوفية،

## نسبه
ينتسب الشيخ بوعمامة إلى قبيلة أولاد سيدي الشيخ المنتشرة بين شرق مراكش و غرب الجزائر، سليل عائلة أولاد الحرمة التي تنحدر من أولاد سيدي التاج الابن الثالث عشر للجلد الأول «سيدي الشيخ» وقد حصر هذا الفرع في المغرب الأقصى وما حددته معاهدة لالة مغنية،
في روايات عن أصول القبيلة أن نسبها يرجع إلى الصحابي أبي بكر الصديق فهو بذلك أبوعمامة محمد البوشيخي الصديقي بن العربي بن الشيخ بن الحرمة بن محمد بن إبراهيم بن التاج بن مؤسس الطريقة الشيخية الشيخ عبد القادر بن محمد بن سليمان بن أبي سماحة بن أبي ليلى بن أبي يحيا بن عيسى بن معمر بن سليمان بن سعد بن عقيل بن حرمة الله بن عسكر بن زيد بن أحمد بن عيسى بن الثادي بن محمد بن عيسى بن زيدان بن يزيد بن طفيل بن المضي بن ازراو بن زغوان بن صفوان بن محمد بن عبد الرحمن بن أبي بكر الصديق.
كان أبوه العربي بن الشيخ بن الحرمة يزاول مهنة بيع البرانس الجزائرية والحلي ما بين منطقة فكيك ومغرار التحتاني وقد وافته المنية في هذه المنطقة عام 1879.

## نشأته

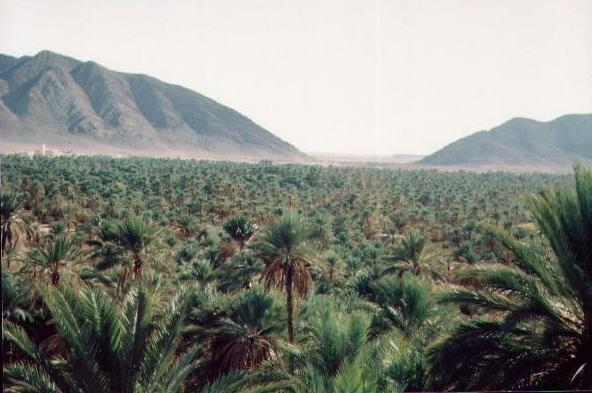
واحة منطقة فيقيق أين يقع قصر الحمام الفوقاني مسقط رأس الشيخ بوعمامة

ولد بقصر الحمام الفوقاني في منطقة فقيق بالمغرب في الثلاثينيات من القرن التاسع عشر ما بين 1838 و1840، ولما بلغ 37 سنة، غادر مسقط رأسه متجها إلى مغرار التحتاني الجزائرية سنة 1875، أين أسس زاوية لتعليم القرآن، ومنها تكوّنت شعبيته وسط قبائل المنطقة.، جاءت معاهدة لالة مغنية الموقعة بين فرنسا والمغرب في 18 مارس 1845م، التي قسمت قبيلة أولاد سيدي الشيخ إلى فرقتين[بحاجة لمصدر]:
- أولاد سيدي الشيخ «الشراقة» أو الشرقيين وأصبحوا بموجب الاتفاقية تابعين للجزائر الفرنسية.
- أولاد سيدي الشيخ «الغرابة» أو الغربيين وأصبحوا بموجب نفس المعاهدة مغاربة.

حفظ القرآن الكريم صغيرا وتعلم العلوم الشرعية في الزوايا على يد مجموعة من الشيوخ نخص بالذكر منهم والده الفقيه العربي بن الشيخ بن الحرمة أما تربيته الصوفية فقد تلقاها عن مقدم زاوية سيدي الشيخ سيدي محمد بن عبد الرحمان وهو الذي أشار عليه بالذهاب إلى مغرار التحتاني جنوب ولاية النعامة بالجزائر حالياً.

### انتماء الشيخ بوعمامة
مما لا شك فيه أن الشيخ بوعمامة من قبيلة أولاد الشيخ وأنه ولد وتوفي بالمغرب الأقصى وفي العديد من مراسلاته للسلطان المغربي يعلن طاعته وولاءه للسلطان وعاش وحارب الإحتلال الفرنسي وقاد بنفوذه القبلي والديني وشخصيته الذكية ثورة كبيرة ضد المستعمر دامت 23 سنة، العدو الذي كان يعتبره المغاربة والجزائريون سواء عدوا مشتركا، فهو مغربي بالمولد والمنشأ و بالمقاومة ضد المستعمر.

## تأسيسه للزاوية

قلعة الشيخ بوعمامة ومقر زاويته (بولاية النعامة حاليا).

ينتمي الشيخ بوعمامة عقائديا إلى الطريقة الطيبية التي حلت من المغرب الأقصى، وعن طريق الحدود وصلت إلى الغرب الجزائري حيث انتشرت انتشارا واسعا، هذا لم يمنعه من التأثر بالطريقة السنوسية كذلك نظراً للقرابة التي كانت بينها وبين أولاد سيدي الشيخ، على اعتبار أن منشأها كان بالغرب الجزائري.
استطاع الشيخ بوعمامة تأسيس زاوية جديدة خاصة به في منطقة المقرار التحتاني مما زاد في شعبيته وأكثر أتباعه ومريديه في العديد من المناطق الصحراوية.
دامت مقاومة الشيخ بوعمامة أكثر من ثلاثة وعشرين عاما، حتى أطلق عليه لقب الأمير عبد القادر الثاني، وقد اشتهر بقدرته الفائقة على مراوغة قوات الاحتلال التي لم تنجح في القضاء عليه رغم محاولاتها سياسيا وعسكريا.

## الظروف التي سبقت مقاومة الشيخ بوعمامة
منذ مقاومة أولاد سيدي الشيخ ضد الاحتلال الفرنسي بالجنوب الغربي للجزائر، أصبحت المنطقة التي تقع جنوب القطاع الوهراني تتمتع ببعض الاستقلالية النسبية في إدارة شؤونها الداخلية. وضعفت تغطية المستعمر على هذه الناحية وحتى الجيش الفرنسي كان له مركز وحيد بلبيض سيدي الشيخ. ولكن هذه المقاومة الشعبية كانت السبب في فرقة عائلة أولاد سيدي الشيخ. وإضطر بعض أفرادها العيش بالمنفى في المغرب، في حين آخرين لجؤوا إلى أقصى الجنوب الجزائري أين استقروا بواحات القليعة.
الهدنة التي كان يتبعها سكان المنطقة بعد مقاومتهم للمستعمر سنة 1864 لم تدم طويلا. فبدأ ظهور الشراقة (فرع من عرش أولاد سيدي الشيخ) على الساحة بعد نضال سي معمر بن الشيخ الطيب (رئيس فرع الغرابة)، ضد ما يعتبر العدو في المنطقة آنذاك منذ شهر أفريل 1875. لكن مقاومة هذا الأخير لم تدم طويلا واضطر للانسحاب أين فرضت عليه الإقامة الجبرية بعد ذلك.
سرعان ما انتهت فترة (1878 - 1880)، ببزوغ شخص آخر من الشراقة وهو الشيخ بوعمامة معلنا الكفاح ضد الاستعمار الفرنسي بمنطقة الجنوب الغربي للجزائر ووالته الكثير من القبائل في المنطقة.

## أسباب مقاومة الشيخ بوعمامة
يكفي القول بأن رفض الشعب الجزائري للاحتلال الفرنسي يعد من أهم العوامل التي دفعت بالشيخ بوعمامة إلى الإعداد والتنظيم للعمل الثوري ضد العدو بالجنوب الوهراني ومما لاشك فيه أن هناك جملة من الأسباب ساهمت بشكل كبير في التعجيل بإشعال الثورة ومن أهمها مايلي:

### الأسباب المباشرة
يعتبر مقتل الضابط الفرنسي واين برونر وهو برتبة ملازم أول وكان يشغل رئيس المكتب العربي لمنطقة البيض وذلك في 22 أفريل 1881, مع أربعة من حراسه من فرسان الصبايحية عندما حاول جاهدا إيقاف نشاط الشيخ بوعمامة.

### الأسباب غير المباشرة
لقد تأثر الشيخ بوعمامة بفكرة الجهاد ضد الصليبيين الغزاة المحتلين لكونه رجل دين وصاحب زاوية، هذا إلى جانب الأفكار الإصلاحية التي وصلت إلى المناطق المجاورة وأثرت تأثيرا مباشرا على الشيخ، وكان من أبرزها دعوة جمال الدين الأفغاني والسلطان عبد الحميد الثاني إلى بناء تحالف إسلامي في إ طار الخلافة الإسلامية كأساس لتغيير أوضاع المسلمين وطرد المستعمرين وهي الأفكار التي وصلت إلى المغرب العربي كذلك عن طريق الوافدين من المشرق العربي، يضاف إلى هذا كله دور دعاة الطريقة السنوسية في إثارة سكان المناطق الصحراوية ضد تغلغل الاستعمار ومواجهته وقد كان لهذا الدور مفعوله على نفسية الشيخ بوعمامة، وهي عوامل كافية ليقوم الشيخ بوعمامة بحركته الجهادية ضد الاستعمار الفرنسي في منطقته.

### السبب الاقتصادي
أدى تردي الأوضاع الاقتصادية في منطقة الجنوب الوهراني إلى تفجير الأوضاع واندلاع الثورة، خاصة بعد انتشار المجاعة التي أهلكت سكان المنطقة وفقدوا جرائها كل ممتلكاتهم ناهيك عن الغبن الذي تسببت فيه السياسة الجائرة للإدارة الاستعمارية، ومنها منع بعض القبائل من التنقل ما بين 1879 و1881، خاصة قبائل آفلو والبيض وقبائل جبال القصور الرحالة وقد تولد عن ذلك نوع من التذمر والاستياء الشديدين، وقد نجم عنها موت أعداد كبيرة من المواشي، وصلت نسبة الخسائر التي لحقت بمنطقة آفلو وحدها بثلاثمائة رأس أي 80% منها نسبة 37% (1879-1880) ونسبة 43% (1880-1881). وكذلك عزم السلطات الفرنسية على إقامة مركز عسكري للمراقبة في قصر تيوت، بعد فشل البعثة الرسمية لدراسة مشروع مد الخط الحديدي عبر الصحراء في الجنوب الغربي لإقليم وهران عام 1879.

## مراحل المقاومة
تمثل هذه المقاومة مرحلة هامة من مراحل الكفاح المسلح ضد الاحتلال الفرنسي:

### المرحلة الأولى
لم يعلن الشيخ بوعمامة الثورة على الاستعمار الفرنسي بمنطقة الجنوب الوهرابي إلا بعد أن هيأ جميع القبائل الصحراوية عن طريق مريدي الطريقة الشيخية المنتشرين عبر كل المنطقة، ومنها قبائل الطرافي والرزاينية والأحرار وفرندة وتيارت وقد وجدت هذه الدعوة صداها لدى قبائل العمور وحميان ودوي منيع والشعانبة وقد استطاع الشيخ بوعمامة في وقت قصير أن يجمع حوالي ألفين وثلاثمائة جندي بين فرسان ومشاة.

معركة صفيصيفة كما صورها بن عمر بختي في فيلم الشيخ بوعمامة.

أول مواجهة عسكرية بين الشيخ بوعمامة والقوات الفرنسية وقعت في 27 أفريل 1881 بالمكان المسمى صفيصيفة جنوب عين الصفراء، أسفرت هذه المعركة عن انهزام الجيش الفرنسي واستشهاد بعض رجال الشيخ بوعمامة منهم قائد المعاليف قائد الرزاينة.
أمام خطورة الوضع سارعت السلطات الاستعمارية إلى إرسال قوات إضافية إلى المنطقة لقمع الثورة والقضاء عليها وتمثل المدد الذي وصل إلى المنطقة فيما يلي:
- فرقتين يقودهما القايد قدور ولد عدة.
- فرقة تيارت يقودها الحاج قدور الصحراوي.
- قافلة من ألفين وخمسمائة جمل ومعها ستمائة جزائري.

قائد الشعبة العسكرية لمعسكر الجنرال كولينو دانسي هو الذي تولى القيادة العامة لهذه القوة العسكرية.
ثاني مواجهة عسكرية بين الطرفين الجزائري والفرنسي كانت في 19 ماي 1881 بالمكان المسمى المويلك وتقع قرب قصر الشلالة بجبال القصور، كانت معارك عنيفة جدا اشتد فيها القتال بين الطرفين وكان النصر فيها حليف الشيخ بوعمامة رغم تفوق العدو في العتاد والعدة.
حسب تقارير الفرنسيين أنفسهم فإن هذه المعركة خلفت خسائر لكلا الطرفين، وقد قدرت خسائر الفرنسيين فيها ستون قتيل واثنان وعشرون جريحا. بعد هذه المعركة ظل الشيخ بوعمامة سيد الموقف، حيث توجه إلى الأبيض سيدي الشيخ مما ساعد الثوار في هذه الفترة على قطع خطوط التلغراف الرابط بين فرندة والبيض ومهاجمة مراكز الشركة الفرنسية الجزائرية للحلفاء، وقد قتل العديد من عمالها الإسبان مما دفع بالسلطات الفرنسية إلى اتخاذ اجراءات لحماية مصالحها منها تجميع أربعة طوابير قوية في النقاط التالية:
- فرقة راس الماء أسندت مهمتها إلى العقيد جانين.
- فرقة بالخيثر بقيادة العقيد زويني.
- فرقة تيارت وأسندت مهمتها إلى العقيد برونوسيار.
- فرقة البيض وكانت بقيادة العقيد تاديو ثم العقيد نيغريي.

ولمواجهة انتصارات الشيخ بوعمامة المتتالية قامت السلطات الفرنسية بتحركات سريعة تمثلت في إرسال قواتها نحو الجنوب الغربي من أجل تطويق الثورة والقضاء عليها وبالتالي تتوسع في المنطقة وتبسط نفوذها على كل قصور الجنوب الوهراني.

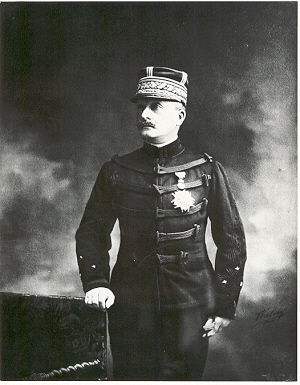
العقيد أوسكار دو نيغريتي

تم تكليف العقيد نيغريي (بالفرنسية: Oscar de Négrier)‏ بمهمة معاقبة القبائل التي شاركت مع الشيخ بوعمامة في الثورة وكانت البداية في 15 أوت 1881 بنسف ضريح سيدي الشيخ المتواجدة بالأبيض سيدي الشيخ ونبش قبره وهو استهزاء بالجوانب الروحية للشعب الجزائري وعاداته وتقاليده. تلتها المجازر الرهيبة التي قام بها جيش الاحتلال في حق السكان العزل من أهالي الطرافي والربوات بمنطقة البيض انتقاما لمشاركتهم في الثورة، ونفس الجرائم ارتكبت ضد سكان الشلالة الظهرانية.
بين سبتمبر وأكتوبر عام 1881 تعرضت القوات الفرنسية بقيادة كل من الجنرال كولونيو والجنرال لويس إلى هجومات المجاهدين قرب العين الصفراء، قام على إثرها الجنرال لويس بتحطيم القصرين اللذين كان يمتلكهما الشيخ بوعمامة وهما قصر مغرار الفوقاني وقصر مغرار التحتاني، كما دمرت زاوية الشيخ بوعمامة أيضا.
من التطورات الهامة التي حصلت خلال هذه الفترة كذلك هو التحاق الشيخ سي سليمان بن حمزة زعيم أولاد سيدي الشيخ الغرابة بثورة بوعمامة على رأس ثلاثمائة فارس، واتجه مع قوته إلى شمال غرب العين الصفراء ومنها إلى منطقة البكاكرة للضغط على القبائل الموالية للاستعمار الفرنسي.
أمام تزايد القوات الاستعمارية وتوافد الدعم لها من كل منطقة ازداد الضغط على الشيخ بوعمامة فاضطر إلى الانسحاب متجها إلى منطقة فكيك بالمغرب الأقصى حيث قل نشاطه وتفرق أتباعه وأنصاره.
انضم البعض من أنصاره إلى السي قدور بن حمزة زعيم أولاد سيدي الشيخ الشراقة، أما البعض الآخر فقد انضم إلى صفوف الشيخ سي سليمان بن حمزة قائد أولاد سيدي الشيخ الغرابة ومكث باقي المجاهدين بمنطقة فكيك وضواحيها.
16 أفريل 1882 لاحقت قوات الاحتلال الشيخ بوعمامة في الأراضي المغربية لكنه رد عليها بهجوم عنيف في شط تيغري كبد العدو خسائر فادحة في الأرواح وأجبره على الانسحاب.لقد كان لهذه الهزيمة وقع كبير في الأوساط العسكرية الفرنسية، وزادت من جهة أخرى الثورة صمودا وتحديا وأثبتت تفوقها مرة أخرى على القوات الفرنسية.

### المرحلة الثانية
عرفت مقاومة الشيخ بوعمامة خلال هذه المرحلة فتورا ملحوظا بعد استقرار الشيخ في مسقط رأسه الحمام الفوقاني بفكيك التي وصلها في جويلية 1883، حتى يتمكن من تنظيم صفوفه للمستقبل وهذا ماجعل السلطات الاستعمارية تتخوف من تحركاته الكثيفة لذا سارعت في إرسال برقية موقعة من طرف الجنرال سوسيي قائد الفيلق التاسع عشر إلى حكومته في باريس يدعوها إلى الضغط على السلطان المغربي لطرد الشيخ بوعمامة من الأراضي المغربية لأنه يشكل خطرا على المصالح الفرنسية في المنطقة.
هذا التحرك دفع الشيخ بوعمامة إلى مغادرة المنطقة، واللجوء إلى إقليم توات واحتمى بسكان واحة دلدول مع نهاية عام 1883، واستقر هناك إلى غاية عام 1894 حيث أسس زاوية له وشرع في تنظيم الدروس الدينية لمواصلة الجهاد ووقف زحف التوسع الاستعماري في الجنوب الغربي، حيث قام بمراسلة مختلف شيوخ القبائل الصحراوية لإعلان الجهاد ضد الفرنسيين ومقاومتهم. كماكان لهذا النشاط صدى واسع بين القبائل الصحراوية خاصة قبائل الطوارق الذين اقترحوا عليه الانتقال إليهم ليتعاونوا في الجهاد ضد العدو الفرنسي، كما آزرته وانضمت إليه بعض القبائل المقيمة على الحدود الجزائرية المغربية.
حاول الاستعمار الفرنسي خنق الثورة من كل الجهات وبكل الوسائل والتوسع في الجنوب وذلك عن طريق إقامة المؤسسات الاقتصادية وإنشاء المراكز التجارية في كل من إقليم توات وتيديكلت.

### المرحلة الثالثة

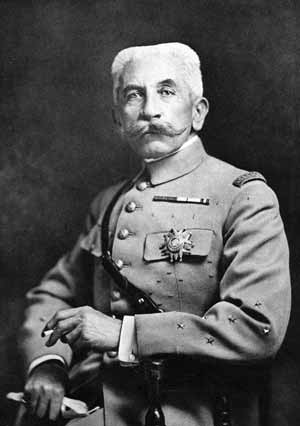
الجنرال لوي هوبير گونزالف ليوطي

تعتبر هذه المرحلة بداية النهاية، ففي خضم هذه الأحداث استطاع الشيخ بوعمامة أن يكسب العديد من الأنصار ويحضى بثقة سكان المناطق الصحراوية، وهذا ما جعل السلطات الاستعمارية تفكر في استمالته بكل الوسائل فقامت بالاتصال عن طريق المفوضية الفرنسية بمدينة طنجة المغربية عام 1892 للتفاوض حول قضية الأمان التي انتهت بدون نتيجة.
إن صلات الصداقة التي كانت بين الشيخ بوعمامة والسلطات المغربية أثارت قلق وتخوف السلطات الاستعمارية الفرنسية، خاصة بعد الاعتراف به زعيما لقبائل أولاد سيدي الشيخ ومشرفا على كل المناطق الصحراوية مما دفعها مرة أخرى إلى محاولة كسب وده لتسهيل مهمتها في التوسع وبسط نفوذها على المناطق الصحراوية، لذلك قرر الوالي العام لافريار في 16 أكتوبر 1899 منح الشيخ بوعمامة الأمان التام دون قيد أو شرط.
مع مطلع القرن العشرين دخل الشيخ بوعمامة المغرب الأقصى واستقر في منطقة وجدة، إن سنوات الجهاد التي خاضها الشيخ بوعمامة عرقلت بشكل كبير توسع الاستعماري في أقصى الصحراء خاصة الناحية الغربية منها رغم الحصار الكبير الذي حاولت السلطات الاستعمارية فرضه على المقاومة بقيادة الجنرال ليوطي.

### وفاة الشيخ بوعمامة ومقتنياته
يوجد بالزاوية الشيخية بوجدة وفي متحف خاص مقتنيات نفيسة للشيخ بوعمامة منها 80 مخطوطاً لمراسلات الشيخ مع القبائل وسيفه وسبحته وجبيرة السلاح والقرطاس وبرنوسه وراية الجهاد التي كانت تحمل شعار «لا إله إلاّ الله محمد رسول الله» وبها طلقة رصاص بالإضافة إلى سرج ولواحقه وصناديق كانت تستخدم لجمع الغنائم وختم الشيخ بوعمامة وختم جده الشيخ سليمان بن بوسماحة.

## نتائج مقاومة الشيخ بوعمامة
تمثلت هذه النتائج فيما يلي:

آخر لقطة من فيلم الشيخ بوعمامة لبن عمر بختي

- كانت ثورة الشيخ بوعمامة تحديا كبيرا لسياسة الجمهورية الثالثة والتي كانت ترمي إلى إتمام عمليات الاحتلال الشامل للجزائر واستطاعت أن تعطل وتعرقل المشاريع الفرنسية في الجنوب الغربي.
- تمثل ثورة الشيخ بوعمامة المرحلة النهائية من إستراتيجية الزعامات الوطنية في مواجهة الاستعمار الفرنسي عن طريق المقاومات الشعبية التي تعتمد أساسا على العامل الديني في تعبئة الجزائريين لمقاومة الاحتلال.
- تعتبر ثورة الشيخ بوعمامة من أعنف المقاومات الشعبية خلال القرن التاسع عشر بعد مقاومة الأمير عبد القادر.
- كشفت ثورة بوعمامة ضعف الفرنسيين في مواجهة المقاومة مما جعلها تبحث عن الحلول السياسية لإخماد نار الثورة خصوصا مع المرحلة الثانية 1883-1892 حين ظهرت قضية الأمان الذي كانت تبحث عنه السلطات الفرنسية من بوعمامة الذي رفضه من خلال المراسلات والمفاوضات التي كانت تسعى إليها فرنسا.
- الخسائر البشرية والمادية هي الأخرى كانت من أبرز النتائج التي تمخضت عن الثورة.
- عجلت الثورة بإتمام مشاريع السكك الحديدية في المنطقة وربط الشمال بالجنوب.
- إن مقاومة الشيخ بوعمامة حتى وإن لم تحقق أهدافها في طرد الاستعمار من المنطقة بسبب العقبات التي اعترضتها منها على وجه التحديد عدم التمكن من توحيد فرعي أولاد سيدي الشيخ وكذلك ضغوط السلطان المغربي عبد العزيز على الثورة وحصرها في الحدود، إلا أنها أثبتت قدرتها على المقاومة وطول النفس وعرقلة التوسع في المنطقة.

## في السينما
فيلم الشيخ بوعمامة تم إنتاجه عام 1985 للمخرج الجزائري بن عمر بختي. قام ببطولته الممثل عثمان عريوات بالاشتراك مع أحمد بن عيسى، روني روسال وغيرهم.
تُجسد أحداث الفيلم ملحمة الشيخ بوعمامة في مقاومة التوغل الفرنسي في جنوب غرب الجزائر. لم يتطرق الفلم لحياة الشيخ بوعمامة كاملة واكتفى بالفترة الممتدة من بداية تحرشات الفرنسيين بالجنوب الوهراني حتى نهاية فترة المعارك والمواجهات المباشرة مع الجيش الفرنسي ورواية باقي القصة عند نهاية الفيلم.

## وصلات خارجية
- افتتاح ضريح الشيخ بوعمامة بعد ترميمه وتجهيزه